# Unčice
Unčice je malá vesnice, část obce Pavlovice u Kojetína v okrese Prostějov. Nachází se asi 0,5 km na jihozápad od Pavlovic u Kojetína. V roce 2009 zde bylo evidováno 44 adres. V roce 2001 zde trvale žilo 85 obyvatel.
Unčice leží v katastrálním území Pavlovice u Kojetína o výměře 5,22 km2.

## Historie
První písemná zmínka o Unčicích pochází údajně z roku 1141.

## Obyvatelstvo

### Struktura
Vývoj počtu obyvatel za celou obec i za její jednotlivé části uvádí tabulka níže, ve které se zobrazuje i příslušnost jednotlivých částí k obci či následné odtržení.
| Místní části   | Místní části | 1869 | 1880 | 1890 | 1900 | 1910 | 1921 | 1930 | 1950 | 1961 | 1970 | 1980 | 1991 | 2001 | 2011 |
| -------------- | ------------ | ---- | ---- | ---- | ---- | ---- | ---- | ---- | ---- | ---- | ---- | ---- | ---- | ---- | ---- |
| Počet obyvatel | část Unčice  | 155  | 160  | 156  | 192  | 191  | 196  | 203  | 135  | 144  | 140  | 110  | 112  | 85   | 97   |
| Počet domů     | část Unčice  | 32   | 34   | 37   | 36   | 33   | 33   | 43   | 46   | 0    | 37   | 34   | 38   | 38   | 38   |

## Pamětihodnosti
- Zvonice

## Fotogalerie

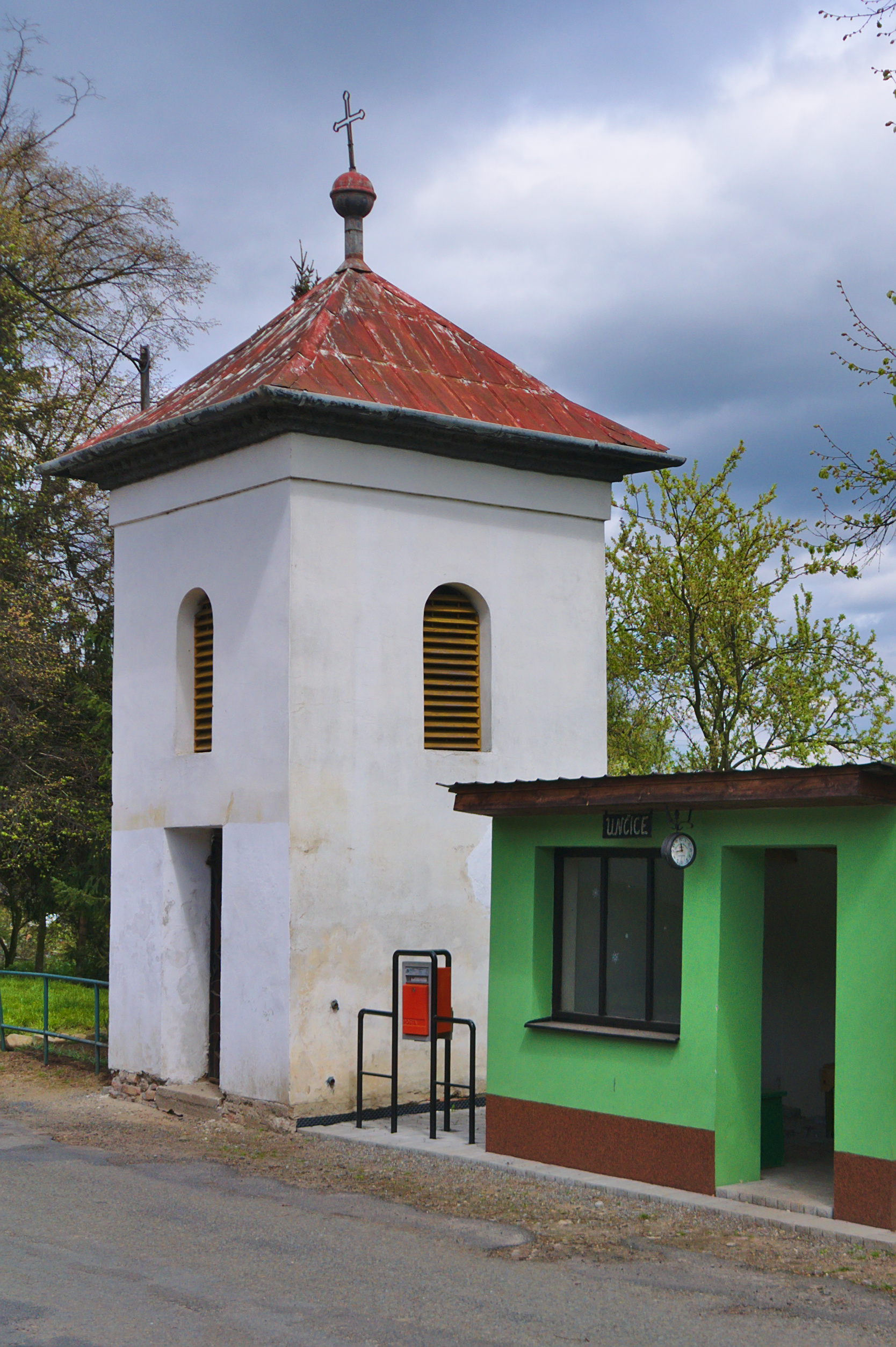
Zvonice
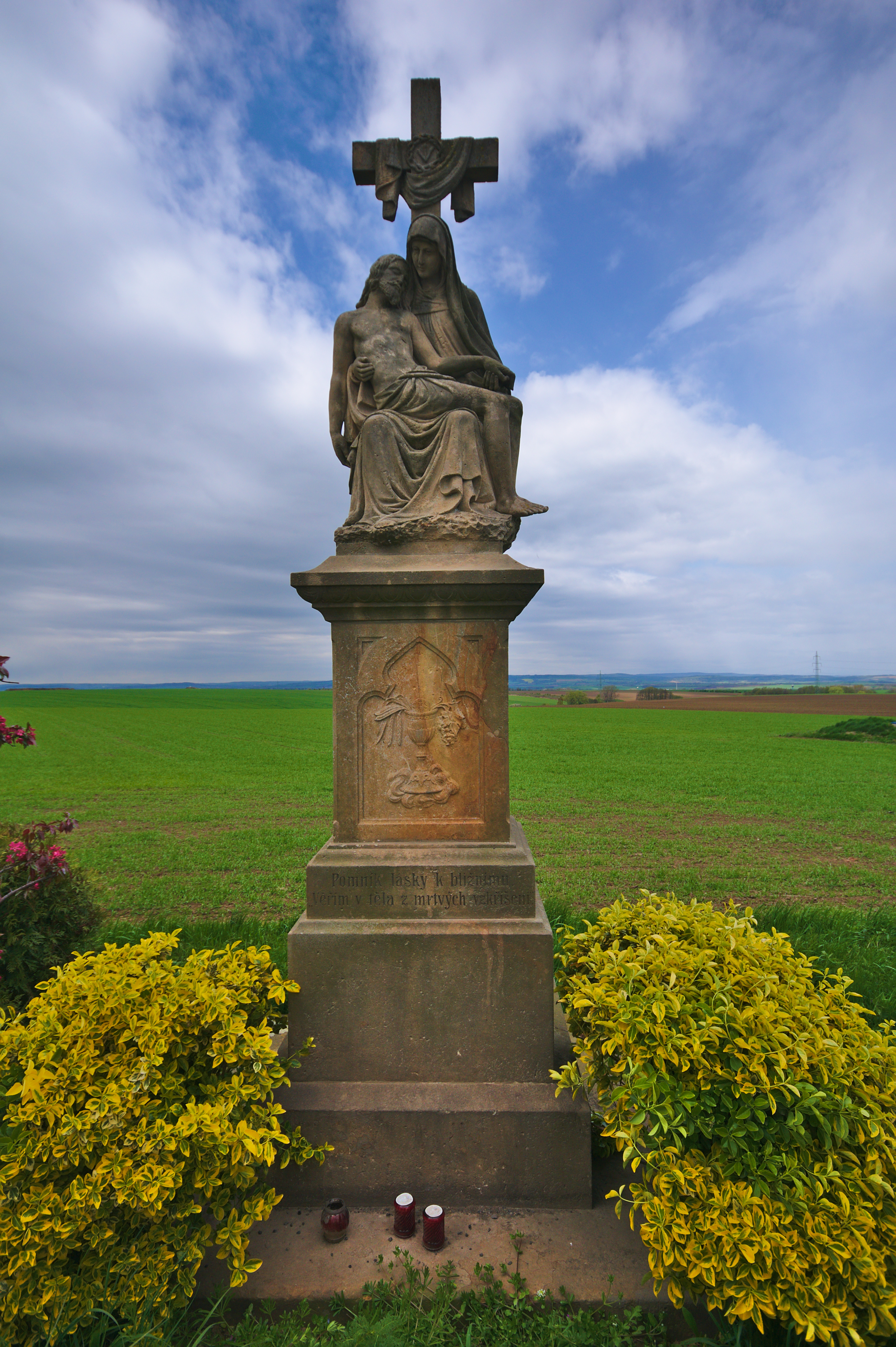
Kříž u odbočky do obce
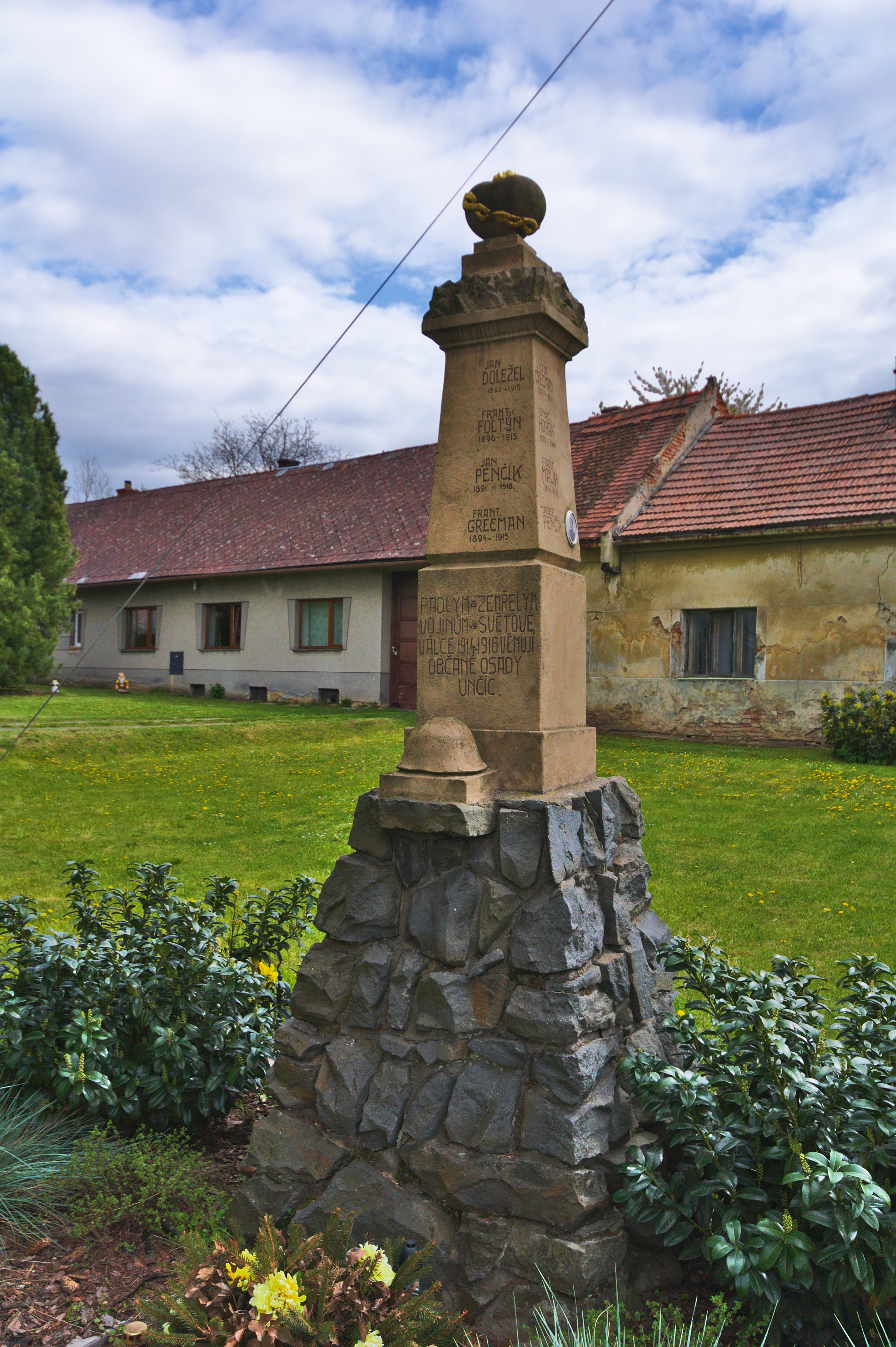
Památník obětem první světové války